# Операция FOOT
Операция FOOT — высылка 105 советских представителей из Великобритании, осуществленная премьер-министром Великобритании Эдвардом Хитом в сентябре 1971 года во время «холодной войны», что стало «крупнейшим изгнанием сотрудников разведки любым правительством в истории». Это «был британский ответ на общий советский план по развитию террористической деятельности на Западе».
Хотя Великобритания ранее уже участвовала в высылке по принципу «око за око», высылка 105 дипломатов была «беспрецедентной» и «вызвала шоковую волну не только в Кремле, но и в международном сообществе в целом».
Эта операция «ознаменовала собой главный поворотный момент в контрразведывательных операциях в Британии времен холодной войны» и «впервые затруднила действия советской разведки в Великобритани».